# Estação Central de Bruxelas

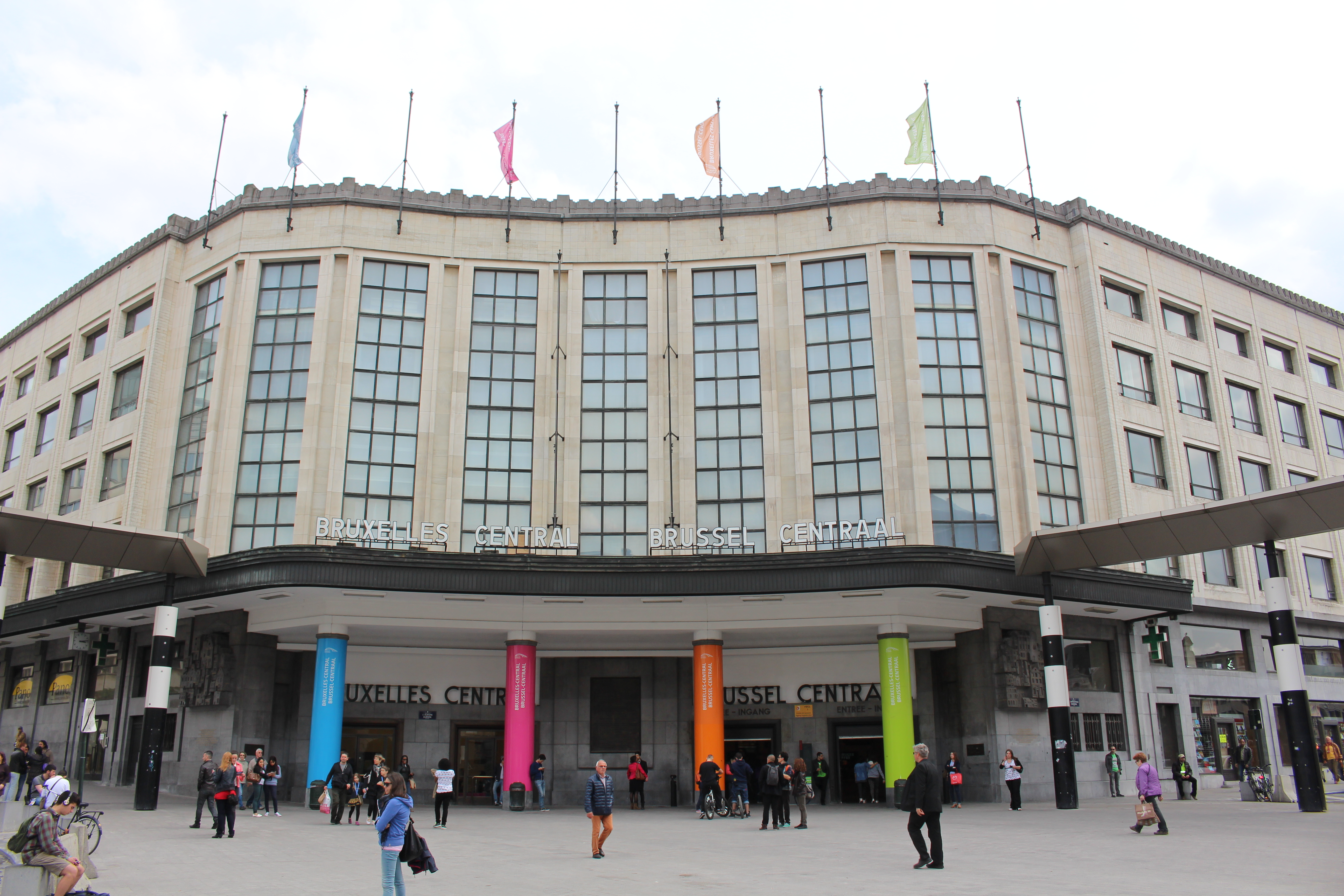
Fachada da Estação Central de Bruxelas

A Estação Central de Bruxelas, em francês Gare Centrale de Bruxelles, em neerlandês Centraal Station, é uma estação de estradas-de-ferro ou caminhos-de-ferro de Bruxelas. Esta é a mais movimentada estação de comboios na Bélgica, com cerca de 180 mil passageiros por dia, ou 55 milhões por ano, apesar de ter apenas seis linhas. 
A Estação Central de Bruxelas é uma estação de estradas-de-ferro ou caminhos-de-ferro subterrânea situada na junção que conecta a Estação Norte (Gare du Nord) a Estação Sul (Gare du Midi). Todos os trens que usam a Junção Nord-Midi param aqui menos os Thalys e os ICE. 
É também uma estação das linhas de metrô: as linhas 1 e 5 do Metropolitano de Bruxelas.

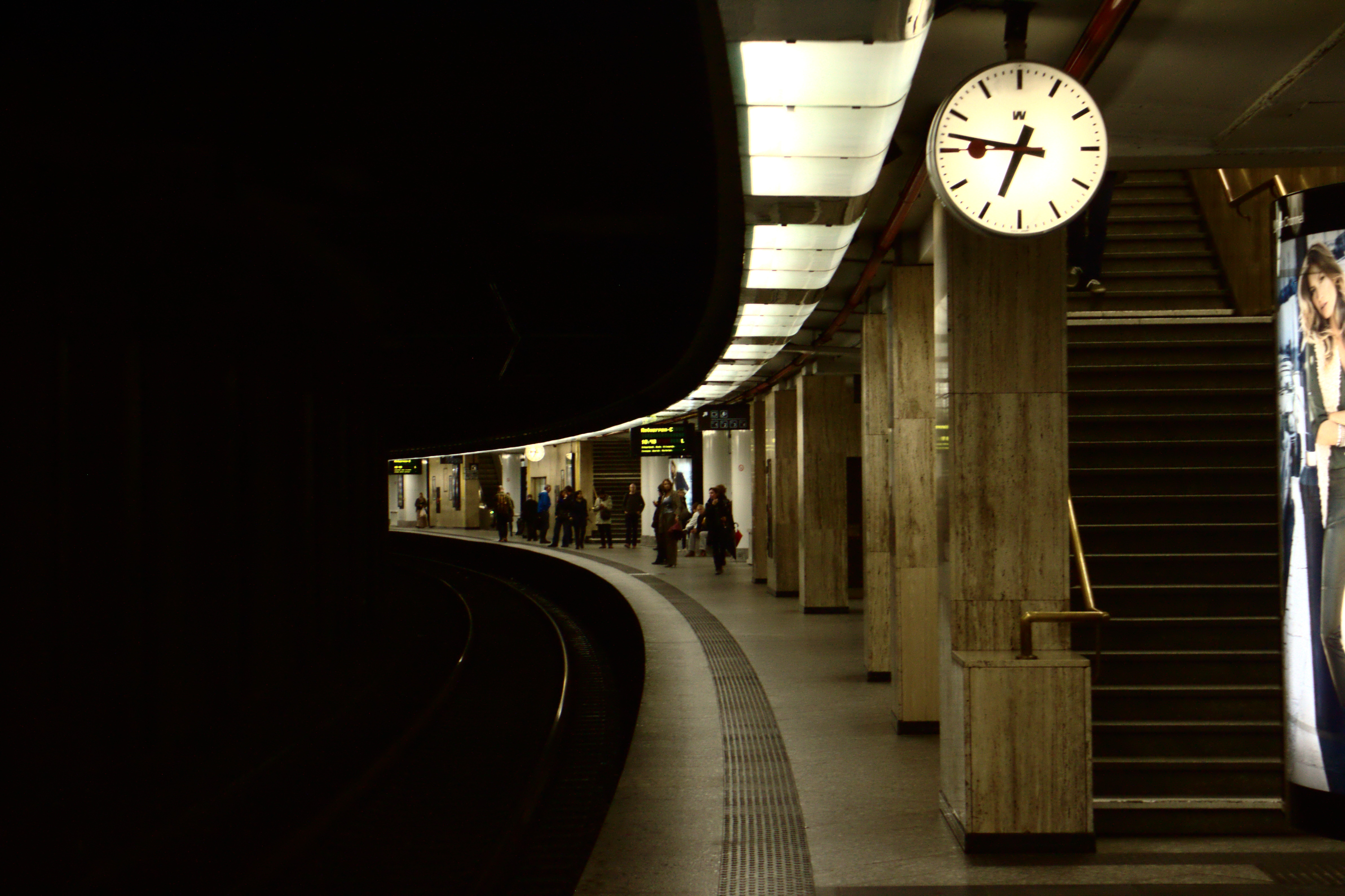
Uma das linhas de trem da Estação

O seu arquiteto é Victor Horta no um estilo Art Déco.